# Пріхно Павло Іванович
Пріхно Павло Іванович (1908—1959) — Герой Соціалістичної Праці

## Біографія
Народився у 1908 р. у с. Змагайлівка (нині частина с. Червона Слобода Черкаського району Черкаської області). Закінчив 5 класів. Трудову діяльність розпочав у 1934 р. в колгоспі ім. Петровського с. Змагайлівка Черкаського району.
У 1928—1934 рр. відбував службу у лавах Червоної армії. У колгоспі імені Леніна працював на посадах рядового колгоспника, бригадиром рільничої бригади, а в останні роки життя завідувачем молочнотоварної ферми колгоспу. П. І. Пріхно був передовиком соціалістичного змагання. Був учасником Другої світової війни. Нагороджений бойовими медалями «За визволення Праги», «За взяття Берліна». У 1948 р. одержав великий урожай стебла південної коноплі у кількості 63,6 ц з гектара, 8,2 ц з гектара на площі 6 га.[джерело?]
Указом Президії Верховної Ради СРСР від 11 квітня 1949 р. П. І. Пріхну присвоєно звання Героя Соціалістичної Праці. Відмінник соціалістичного сільського господарства СРСР. Був учасником Всесоюзної сільськогосподарської виставки. Нагороджений Малою срібною медаллю ВДНГ.
Помер 1959 року в селі Червона Слобода Черкаського району Черкаської області.

## Джерело
- Герої Соціалістичної Праці — уродженці Черкаського району. Краєзнавча сторінка. Черкаський районний організаційно-методичний центр бібліотечної та краєзнавчої роботи, 13.02.2015

| українська персоналія | Це незавершена стаття про особу, що має стосунок до України. Ви можете допомогти проєкту, виправивши або дописавши її. |